# Ёмия, Хина
Хина Ёмия (яп. 羊宮 妃那 Ё:мия Хина, род. 26 марта 2000 года, префектура Нара, Япония) — японская сэйю. Лауреат премии Seiyu Awards в категории «Лучший начинающий актёр или актриса» (2024).

## Биография
Хина Ёмия родилась 26 марта 2000 года в префектуре Нара. Заинтересовалась профессией сэйю на третьем году средней школы, когда во время просмотра аниме-сериала Fairy Tail её «поразили слова», произнесённые главным героем сериала Нацу Драгнилом.
В ноябре 2019 года Ёмия приняла участие в пробах на главную роль в аниме-сериале Sakugan, по итогам которого стала одной из семи финалисток. Несмотря на то, что ей не удалось получить роль, Ёмия начала сотрудничать с агентством Aoni Production. 11 апреля 2020 года она посредством своего официального аккаунта в «Твиттере» объявила о том, что вошла в состав юниорской группы сэйю Aoni Production.
Свою первую главную роль Ёмия получила в аниме-сериале Selection Project (2021), в котором озвучила девочку-подростка Нодоку Яги. Совместно с группой 9-tie, в состав которой вошли сэйю девяти главных героинь аниме-сериала, Ёмия исполнила две музыкальные темы: открывающую «Glorious Days» и закрывающую «Only one yell». В ноябре 2021 года Ёмия была выбрана на роль Синдзю Инуй в аниме-сериале My Dress-Up Darling (2022). В следующем месяце получила роль молодой суккубши Джинни Фин де Сальван в The Greatest Demon Lord Is Reborn as a Typical Nobody (2022). В числе других ролей Ёмии — Сакурако Микагэ в аниме-сериале When Will Ayumu Make His Move? (2022), Томори Такамацу в BanG Dream! It’s MyGo!!!!! (2023), Анна Ямада в The Dangers in My Heart (2023) и другие.
9 марта 2024 года Ёмия вместе с четырьмя другими сэйю была удостоена премии Seiyu Awards в категории «Лучший начинающий актёр или актриса».

## Избранная фильмография

### Аниме-сериалы
2021
- Selection Project — Нодока Яги[5]

2022
- 5-Oku-Nen Button: Sugahara Sota no Short Short — Хана-тян[14]
- In the Heart of Kunoichi Tsubaki — Мокурэн[15]
- My Dress-Up Darling — Синдзю Инуй[8]
- The Greatest Demon Lord Is Reborn as a Typical Nobody — Джинни Фин де Сальван[9]
- When Will Ayumu Make His Move? — Сакурако Микагэ[10]

2023
- BanG Dream! It’s MyGo!!!!! — Томори Такамацу[11]
- Giant Beasts of Ars — Куми[16]
- Oshi no Ko — Минами Котобуки[17]
- Stardust Telepath — Хонами Конохоси[18]
- Sylvanian Families Freya no Go for Dream! — Салли Мейнли[19]
- Tearmoon Empire — Эрис Литтштайн
- The Dangers in My Heart — Анна Ямада[12]
- The Eminence in Shadow — #665[20]
- «Магическая революция перерождённой принцессы и гениальной юной леди» — Лейни Сиан[21]

2024
- Go! Go! Loser Ranger! — Пехотинец XX[22]
- Mayonaka Punch — Фу[23]
- Shoshimin Series — Юки Осанай[24]
- The Dangers in My Heart (второй сезон) — Анна Ямада

2025
- A Couple of Cuckoos (второй сезон) — Аи Мотидзуки[25]
- A Star Brighter Than the Sun — Хисуи Онодэра[26]
- Chitose Is in the Ramune Bottle — Юа Утида[27]
- Mono — учительница Курокума[28]
- Once Upon a Witch’s Death — Софи Хейтер[29]
- The Daily Life of a Middle-Aged Online Shopper in Another World — Лилит[30]
- Wandance — Хикари Ванда[31]

### Аниме-фильмы
- 2024 — Trapezium — Куруми Тайга[32]

### ONA
- 2023 — Tonikawa: Over the Moon for You — High School Days — Мисио Уса[33]

### Компьютерные игры
2022
- Azur Lane — Кала Идеас[34]
- Goddess of Victory: Nikke — Алиса[35]

2023
- Atelier Ryza 3: Alchemist of the End & the Secret Key — Кала Идеас[36]
- BanG Dream! Girls Band Party! — Томори Такамацу
- Dead or Alive Xtreme Venus Vacation — Сидзуку
- Hyperdimension Neptunia GameMaker R:Evolution — Лидео[37]
- Magia Record — Цую Мидзуна
- Takt Op. Symphony — Опера (вольный стрелок)[38]
- Uma Musume Pretty Derby — Дерзкий Такт[39]

2024
- Wuthering Waves — Таоци[40]

2025
- Honkai: Star Rail — Гиацина[41]
- To Heart (ремейк) — Мульти[42]

## Награды и номинации
| Год  | Награда      | Результат | Категория | Работа | Прим.  |
| ---- | ------------ | --------- | --- | ------ | ------ |
| 2024 | Seiyu Awards | Победа    | Лучший начинающий актёр или актриса (вместе с Кикуносукэ Тоей, Нанокой Харой, Юки Сакакихарой и Юриэ Игомой) | н/д    | [ 13 ] |